# Trichesthes rubella
Trichesthes rubella är en skalbaggsart som beskrevs av Bates 1888. Trichesthes rubella ingår i släktet Trichesthes och familjen Melolonthidae. Inga underarter finns listade i Catalogue of Life.